# Andøya

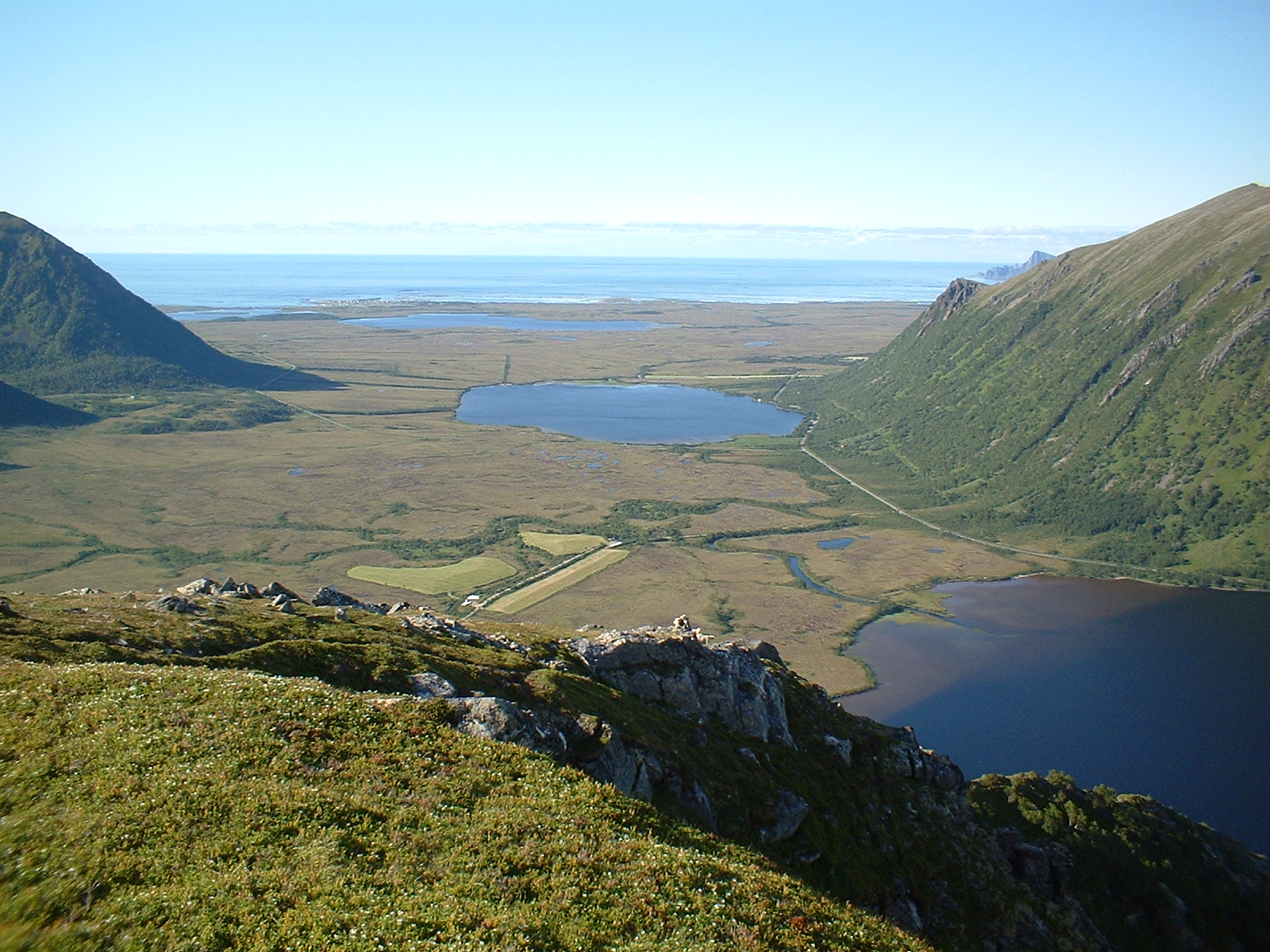
Utsikt mot Nordmela, nordvästra Andøya.

Andøya (nordsamiska: Ánddasuolu eller Ánda) är Norges tionde största ö, 489 km², belägen i Nordland fylke. Drygt halva öns yta består av myrmarker (ön är känd för sina hjortronmyrar), men här finns också höga fjäll. Högsta punkten är Kvasstindan, 705 m ö.h.

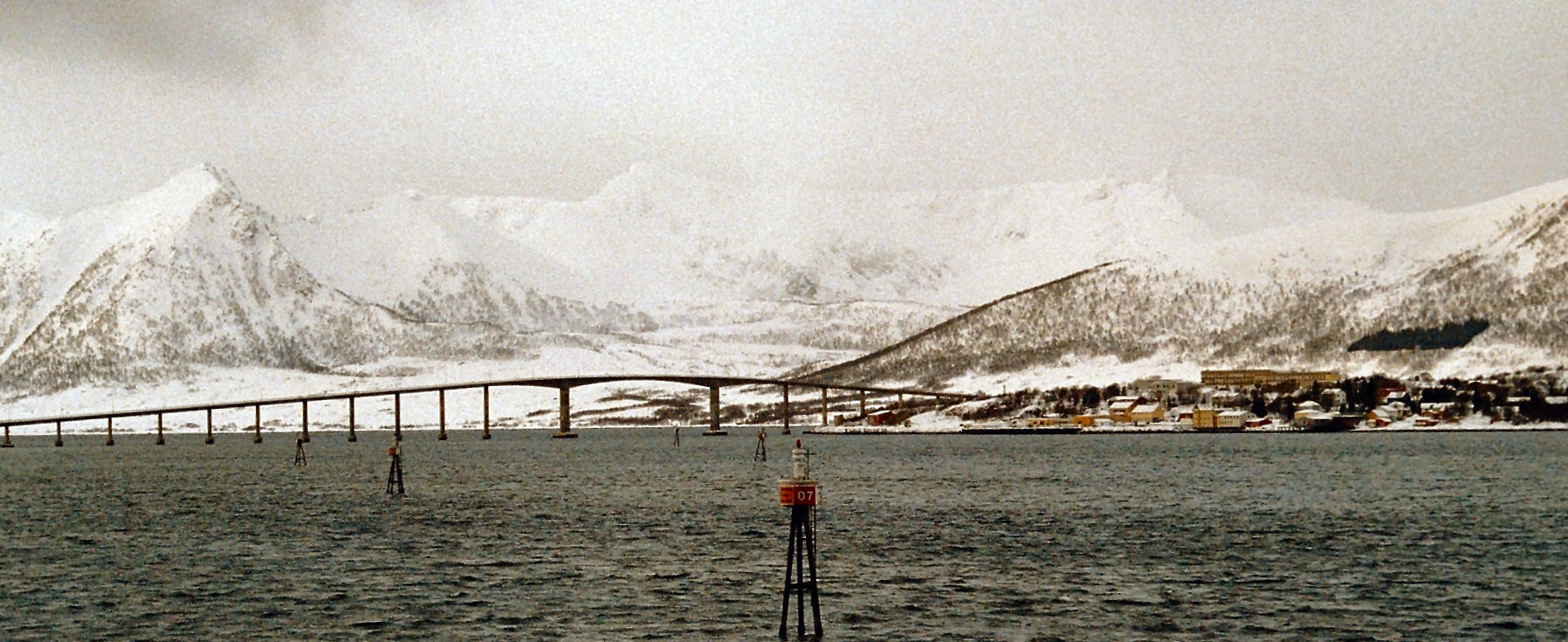
Risøyhamn

Hela ön tillhör Andøy kommun och största tätorten är Andenes, på öns nordspets. Vid Bleik, öns näst största tätort (473 invånare årsskiftet 2014/15), knappt en mil sydväst om Andenes finns den cirka 2½ kilometer långa sandstranden Bleikstranda. Utanför Bleik ligger Bleikøya med uppskattningsvis 80 000 häckande lunnefåglar, men även sillgrissla, alkekung, skarv och kricka. Bleikøya hyser också en havsörnkoloni med uppskattningsvis 50 individer.
Vid Andenes i norra ändan av ön ligger flygplatsen som delas av civilflyget, benämnt Andøya lufthavn, Andenes (IATA: ANX, ICAO: ENAN) och det militära Andenes flystasjon, en flygvapenbas med rekognoseringsflygplan. Flygplatsen hade stor betydelse under kalla kriget.
Fem kilometer sydväst om Andenes i Oksebåsen finns Andøya Space Center med meteorologisk och polarforskning som huvudinriktning. 
På öns sydöstra del ligger fiskeläget Risøyhamn, en av Hurtigrutens angöringshamnar och med broförbindelse till Hinnøya.

## Bildgalleri

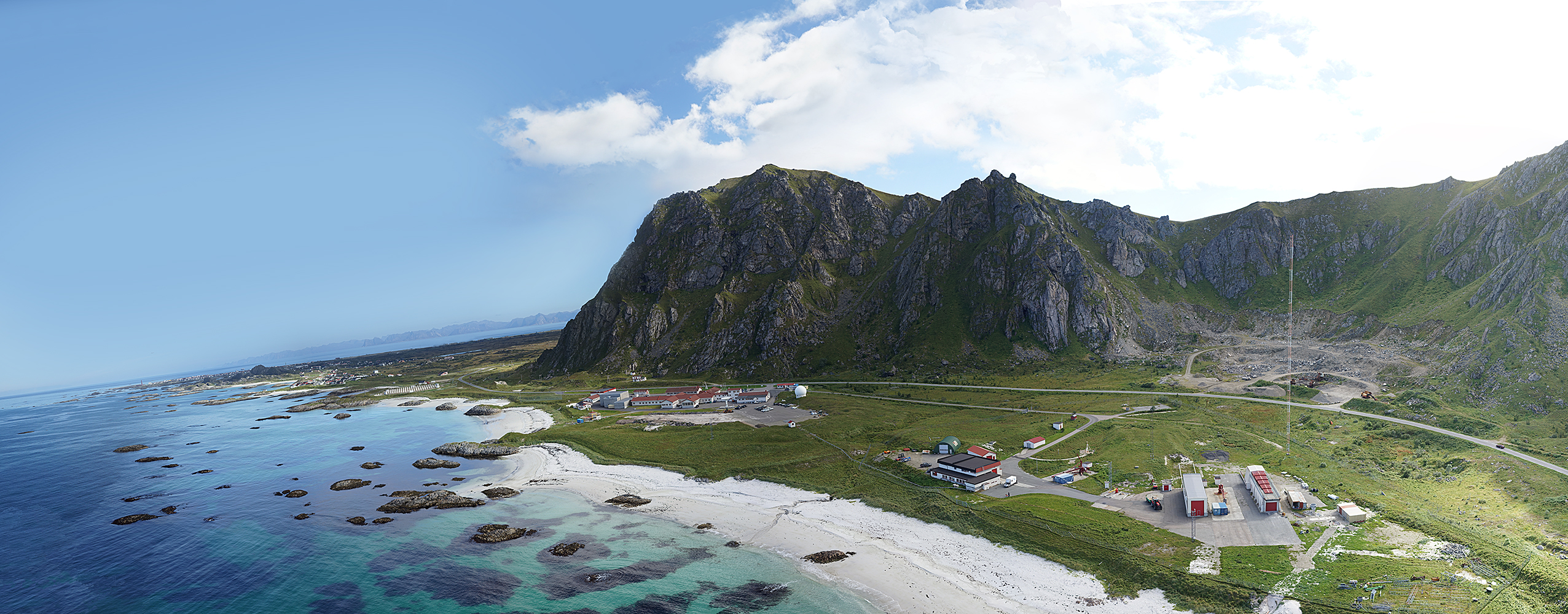
Oksebåsen med Andøya Space Center
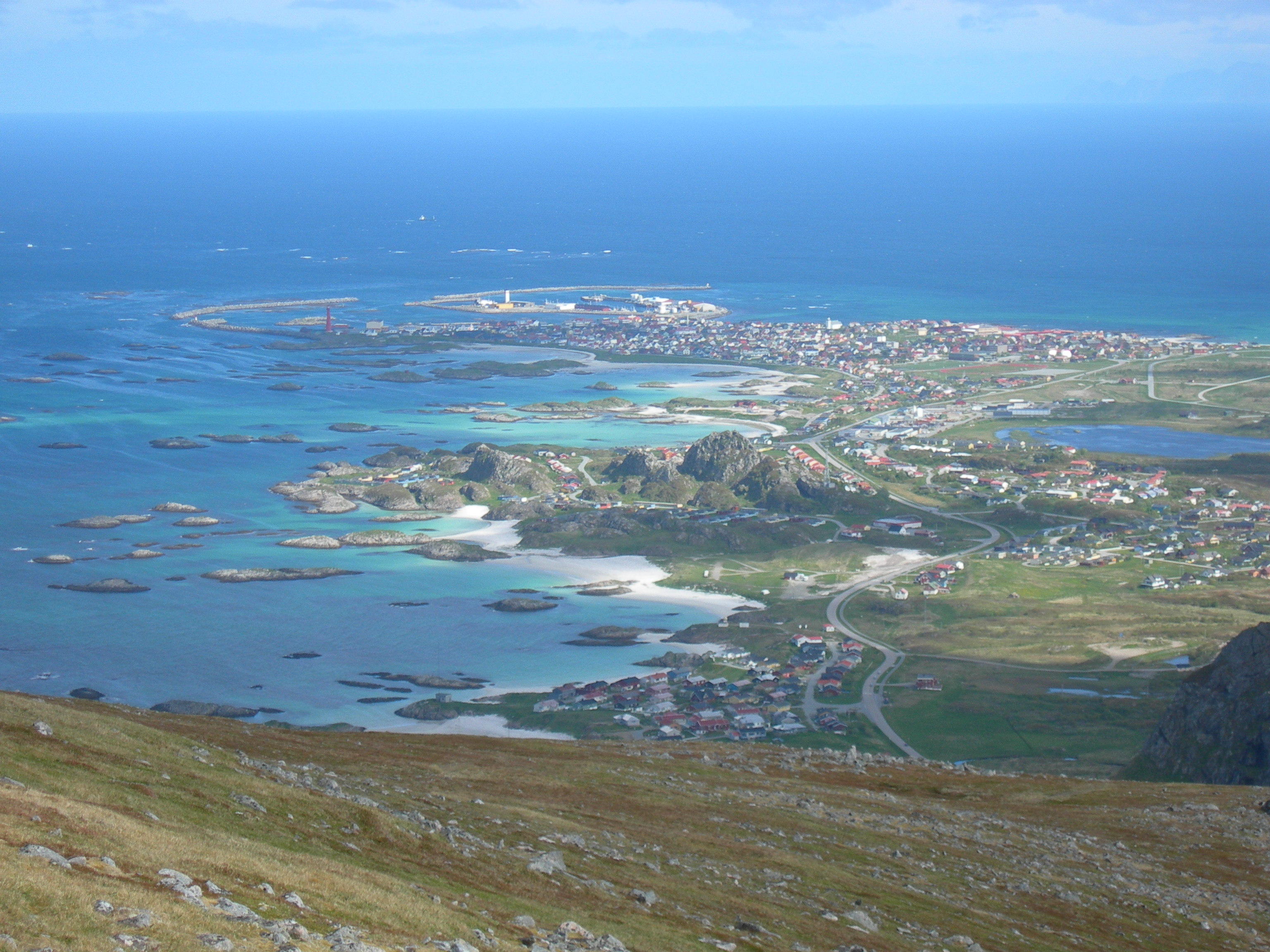
Norra Andøya med Andenes
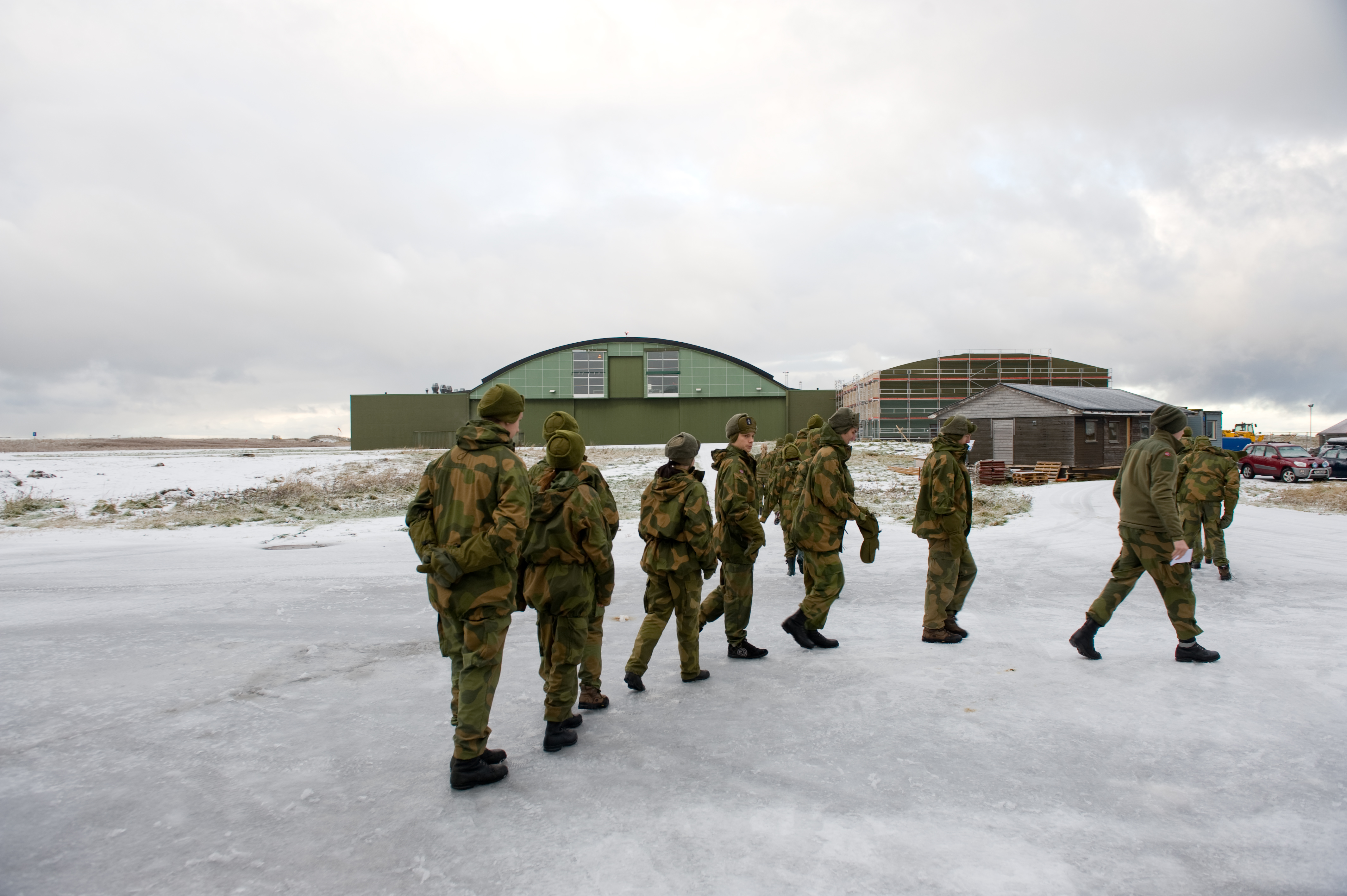
Andenes flystasjon